# 逢わずに愛して
「逢わずに愛して」（あわずにあいして）は、1969年12月5日に発売された内山田洋とクール・ファイブの3枚目のシングル。

## 解説
メジャーデビューシングル「長崎は今日も雨だった」に次ぐ売上を記録し、クールファイブのシングルでは唯一のオリコンチャート1位獲得曲となった（オリコンチャートブック　シングル編　1968-1987　110ページ）。累計売上は約120万枚。

## 収録曲
- 両楽曲共に、作詞：川内康範／編曲：森岡賢一郎

1. 逢わずに愛して [03:43]
作曲：彩木雅夫
2. 捨ててやりたい [03:49]
作曲：城美好

## カバー
- 藤圭子 - 1970年、1st アルバム『新宿の女/“演歌の星”藤圭子のすべて』（JRS-7067）収録
- ちあきなおみ - 1970年、アルバム『愛の旅路を〜ちあきなおみ 演歌･ブルースを歌う』（ALS-5139）収録
- 八代亜紀 - 1973年、アルバム『おんなの涙』（CF-34）収録
- 天童よしみ - 1994年、アルバム『天童節 昭和演歌名曲選 第十五集』（TECA-28528）収録
- テレサ・テン - 1996年、アルバム『テレサ・テン 憧れの旋律〜響往的旋律〜』（TACL-2429/30）収録
- ザ・マイクハナサンズ（浜博也） - 2009年、シングル『今夜の主役は私です!』（TECA-10208）収録
  - 表題曲であるメドレー曲の中の1曲としてカバー。
- 吉幾三 - 2016年、アルバム『あの頃の青春を詩う vol.3』（TKCA-74373）収録
- 真田ナオキ - 2018年、アルバム『メイド イン ナオキ』（YZYM-5002）収録